# Arrenurus unisinuatus
Arrenurus unisinuatus är en kvalsterart som beskrevs av Wilson 1959. Arrenurus unisinuatus ingår i släktet Arrenurus och familjen Arrenuridae. Inga underarter finns listade i Catalogue of Life.